# Ямайка на зимових Олімпійських іграх 2018
Ямайка на зимових Олімпійських іграх 2018, що проходили з 9 по 25 лютого 2018 у Пхьончхані (Південна Корея), була представлена 2 спортсменами в 1 виді спорту.

## Спортсмени
| Вид спорту | Чоловіки | Жінки | Всього |
| ---------- | -------- | ----- | ------ |
| Бобслей    | 0        | 2     | 2      |
| Усього     | 0        | 2     | 2      |